# Androstephium breviflorum
Espèce
Classification APG III (2009)
Androstephium breviflorum est une espèce de plante de la famille des Asparagaceae. On la trouve dans le sud-ouest des États-Unis.